# Ядерный гриб
Ядерный гриб (также атомный гриб) — грибовидное облако, возникающее после ядерного или термоядерного взрыва, также называемое радиоактивное облако. Названо так из-за сходства формы с формой плодового тела грибов.
Однако грибовидная форма — не отличительный признак именно ядерного взрыва. Грибовидное облако образуется и при обычных взрывах в условиях отсутствия ветра и иных факторов, препятствующих его формированию. Даже дым от потушенной спички стремится закрутиться в грибовидную форму, но небольшое кол-во продуктов горения легко развеивается движением воздуха. Однако мощные взрывы дольше и лучше сохраняют грибовидную форму, ввиду того, что ветер не может быстро развеять большую массу выделившихся продуктов взрыва и пыли.

## Физика явления
- Схема воздушных потоков в грибе
- Высота ядерного гриба в зависимости от мощности взрыва

Формирование ядерного гриба является результатом возникающей при подъёме пылевого облака неустойчивости Рэлея — Тейлора. Нагретый взрывом воздух поднимается вверх, закручивается в кольцеобразный вихрь и тянет за собой «ножку» — столб пыли и дыма с поверхности земли. По краям вихря воздух охлаждается, становясь похожим на обычное облако из-за конденсации паров воды.
«Ядерный гриб» после окончания подъёма представляет собой сильно развитое в высоту кучево-дождевое облако грибовидной формы, вершина его достигает высоты 15-20 км при мощности взрыва около 1 мегатонны. Из облака после взрыва достаточно большой мощности выпадают ливневые дожди, которые могут потушить часть наземных пожаров на пути следования облака.
Особую опасность после ядерного или термоядерного взрыва, особенно наземного, несёт радиоактивное облако. Частицы пыли, содержащие радиоактивные вещества, становятся ядрами конденсации. В результате водяной пар оседает на них, и, по мере подъёма и охлаждения облака, быстро образуются капли воды, выпадающие на землю в виде радиоактивного дождя, града, снега и т. п. Осадки облака ядерного гриба являются источником радиоактивного заражения и несут угрозу живым существам.
Ядерное облако образуется не при всех типах ядерного взрыва. При космическом, высотном, подводном и глубоком подземном (камуфлетном) ядерных взрывах грибовидное облако не образуется.

## Образ в культуре
В современной культуре ядерный гриб является наиболее часто используемым символом ядерной войны, «спецэффектом XX века», связавшим политику и поэзию. Он вошёл, наряду с силуэтом ядерной бомбы, в «азбуку Хиросимы», используемую в плакатах.